# 潘索
潘索（法語：Pinsot，法語發音：[pɛ̃so] ⓘ）是法国伊泽尔省的一个旧市镇，属于格勒诺布尔区。2019年，潘索与市镇拉费里耶尔合并为新市镇上布雷达。

## 地理
潘索（45°21'25"N, 6°6'0"E）面积24.27 平方千米，位于法国奥弗涅-罗讷-阿尔卑斯大区伊泽尔省，该省份为法国东南部内陆省份，北起顺时针与安省、萨瓦省、上阿尔卑斯省、德龙省、阿尔代什省、卢瓦尔省和罗讷省。
与潘索接壤的市镇（或旧市镇、城区）包括：克雷昂贝勒多讷、圣阿尔邦德维拉尔、圣科隆邦德维拉尔、阿勒瓦尔、拉费里耶尔。

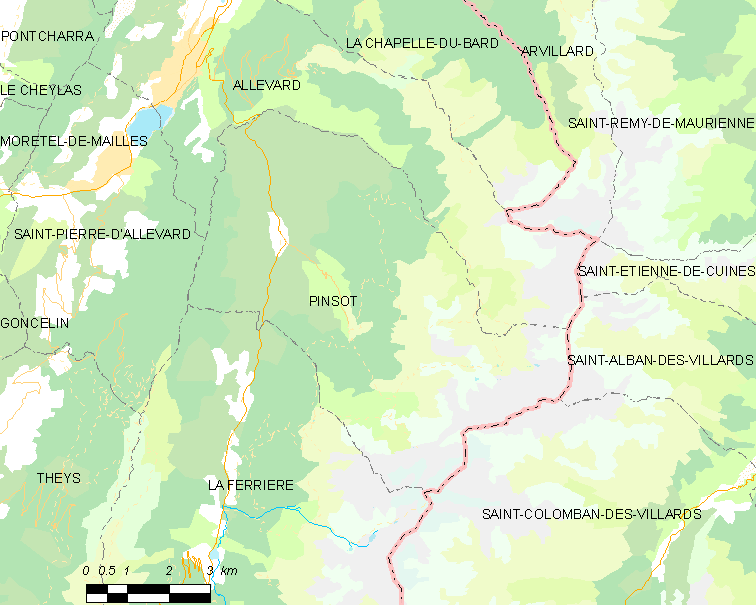
潘索的OSM定位图

潘索的时区为UTC+01:00、UTC+02:00（夏令时）。

## 行政
潘索的邮政编码为38580，INSEE市镇编码为38306。

## 政治
潘索所属的省级选区为上格雷西沃当县。

## 人口

1962-2008年间潘索人口变化图示

潘索于2018年1月1日时的人口数量为164人。